# The Best of McFly Tour
The Best of McFly é a nova turnê da banda britânica McFly em divulgação de sua segunda coletânea, Memory Lane: The Best of McFly. A turnê tinha, originalmente, apenas 18 shows, mas com a inclusão de alguns shows extras durante o período entre o anúncio da tour e o começo da mesma, esta pulou para um total de 22 datas até o momento - podendo receber o anúncio de outras datas no próprio Reino Unido ou em outros países. Os ingressos foram colocados à venda a partir do dia 08 de dezembro de 2012, às 9h e as datas foram confirmadas pela primeira vez durante o Super City: Battle of the Bands em novembro de 2012.
O show contava com sucessos de singles e não-singles de sua carreira de 10 anos e teve duração de mais ou menos 90 minutos. 

## Ato de Abertura
- The Vamps

## Setlist
1. "Memory Lane" (Acapella)
2. "That Girl"
3. "Star Girl"
4. "Transylvania"
5. "5 Colours in Her Hair"
6. "Falling in Love (canção de McFly)"
7. "Room on the 3rd Floor"
8. "Obviously"
9. "Corrupted"
10. "Nowhere Left to Run"
11. "Lies"
12. "I'll Be OK"
13. "Bubblewrap"
14. "Smile"
15. "Medley"

A. "It's Alright"
B. "Y.M.C.A."
C. "Don't Worry, Be Happy"
16. "Shine a Light"
17. "One for the Radio"
18. "Memory Lane"
19. "Love Is Easy"
20. "All About You"
21. "The Heart Never Lies"

## Datas
| Europa                  |               |               |                                  |
| 19 de Abril de 2013     | Swindon       | Inglaterra    | Oasis Leisure Centre             |
| 20 de Abril de 2013     | Birmingham    | Inglaterra    | O2 Academy                       |
| 22 de Abril de 2013     | Nottingham    | Inglaterra    | Royal Concert Hall               |
| 23 de Abril de 2013     | Reading       | Inglaterra    | The Hexagon                      |
| 25 de Abril de 2013     | Newcastle     | Inglaterra    | O2 Academy Newcastle             |
| 27 de Abril de 2013     | Glasgow       | Escócia       | SECC                             |
| 28 de Abril de 2013     | Glasgow       | Escócia       | SECC                             |
| 30 de Abril de 2013     | Sheffield     | Inglaterra    | Sheffield City Hall              |
| 01 de Maio de 2013      | Leeds         | Inglaterra    | O2 Academy Leeds                 |
| 03 de Maio de 2013      | Manchester    | Inglaterra    | O2 Manchester Apollo             |
| 04 de Maio de 2013      | Manchester    | Inglaterra    | O2 Manchester Apollo             |
| 06 de Maio de 2013      | Leicester     | Inglaterra    | Montfort Hall                    |
| 07 de Maio de 2013      | Cambridge     | Inglaterra    | Cambridge Corn Exchange          |
| 09 de Maio de 2013      | Bournemouth   | Inglaterra    | Bournemouth International Centre |
| 10 de Maio de 2013      | Cardiff       | País de Gales | Cardiff International Arena      |
| 11 de Maio de 2013      | Wolverhampton | Inglaterra    | Wolverhamptom Civic Hall         |
| 13 de Maio de 2013      | Bristol       | Inglaterra    | Colston Hall                     |
| 14 de Maio de 2013      | Portsmouth    | Inglaterra    | Portsmouth Guildhall             |
| 16 de Maio de 2013      | Brighton      | Inglaterra    | The Brighton Centre              |
| 18 de Maio de 2013      | Londres       | Inglaterra    | Wembley Arena                    |
| 13 de Junho de 2013     | Gloucester    | Inglaterra    | Kingsholm Stadium                |
| 20 de Julho de 2013     | West Malling  | Inglaterra    | Kings Hill                       |
| 24 de Agosto de 2013    | Newmarket     | Inglaterra    | Newmarket Racecourse             |
| 30 de Agosto de 2013    | Scarborough   | Inglaterra    | Scarborough Open Air             |
| 31 de Agosto de 2013[A] | Birmingham    | Inglaterra    | Cofton Park                      |